# Chaetodon capistratus
Chaetodon capistratus é uma espécie de peixes tropicais marinhos que habitam os recifes, e pertencem à família Chaetodontidae, popularmente conhecidos no Brasil como Borboleta ou Peixe-Borboleta. É a espécie-tipo do gênero Chaetodon.

## Descrição
Chaetodon capistratus são peixes que podem atingir 15 centímetros de comprimento, porém mais comuns com menos de dez, tem corpo largo, lateralmente comprimido, com uma única barbatana dorsal com 13 espinhas dorsais e de 17 a 20 raios dorsais macios e 3 espinhas anais com 16 ou 17 raios anais. Sua boca é pequena com minúsculas cerdas em vez de dentes. O corpo é cinza claro, às vezes com tom amarelado, cobertos de pontos escuros que formam padrões simétricos de listas inclinadas e tem ainda uma grande mancha escura na parte posterior de cada lado do corpo, cercadas por um anel branco brilhante de forma que mimetizam um olho. As barbatanas ventrais são amarelas. Uma barra vertical preta na cabeça atravessa o olho verdadeiro, tornando difícil de vê-lo.
A finalidade deste padrão é fazer que os predadores confundam as extremidades posterior e anterior do peixe. O primeiro instinto do peixe ameaçado é fugir, confundindo o predador que normalmente mira os olhos e assim imagina que ele nadará para o lado contrário. Quando a fuga não é possível, o peixe, às vezes, vira-se para enfrentar seu agressor, de cabeça baixa com as espinhas da barbatana dorsal totalmente eretas, como um touro prestes a atacar. Isto pode servir para intimidar o outro animal ou pode lembrar o predador que o peixe é muito espinhoso para tornar-se uma refeição aprazível. Este peixe é conhecido por sua incrível capacidade de nadar em torno e meter-se rapidamente em estreitas frestas de corais e recifes. Eles são capazes de encontrar o seu caminho através das passagens mais complexas nadando de lado ou até mesmo de cabeça para baixo. Espécimes jovens apresentam duas grandes manchas horizontais escuras, uma acima da barbatana lateral e outra ao redor da citada mancha posterior, que diminuem e desaparecem quando atingem a maturidade.

## Ecologia

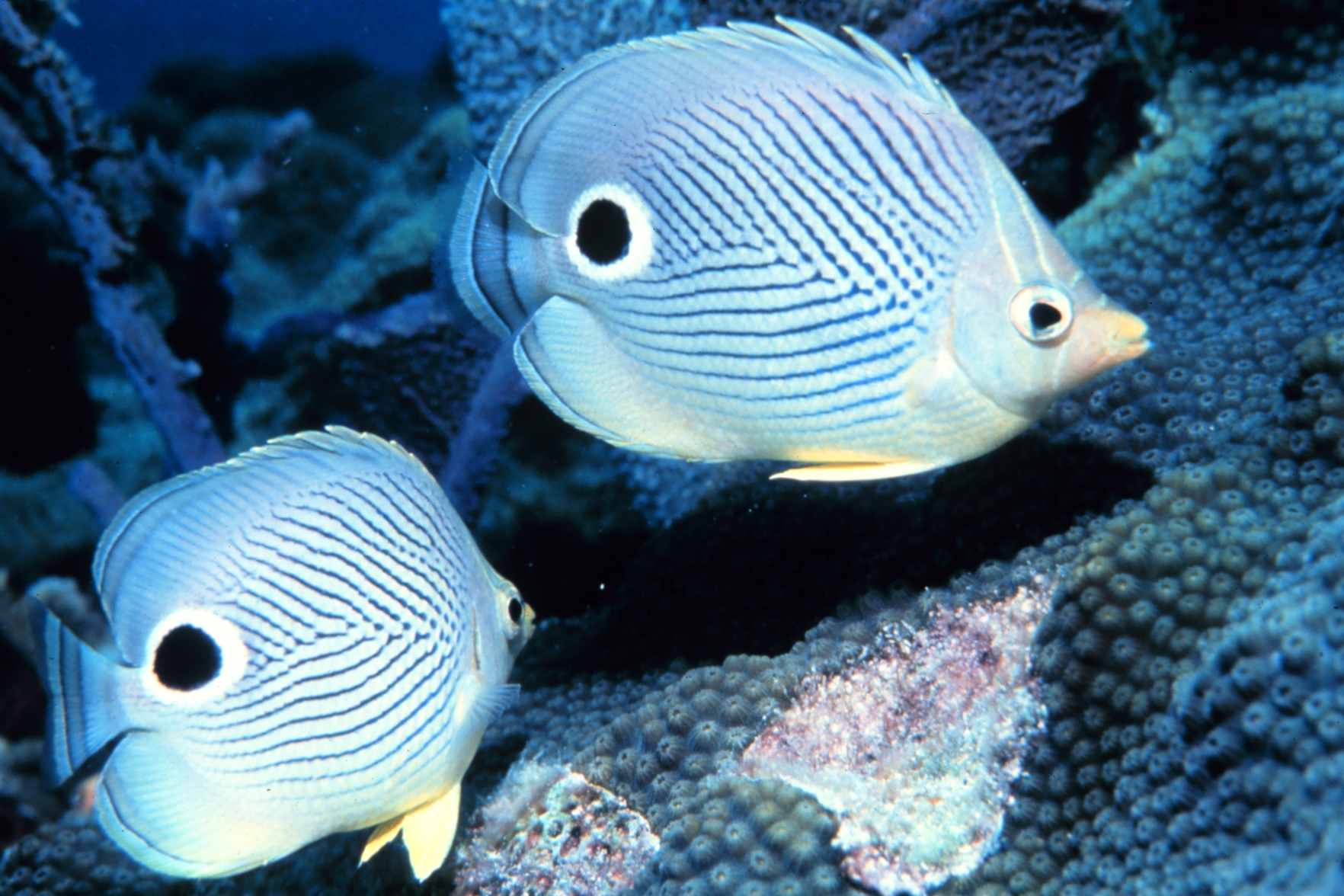
Chaetodon capistratus

Chaetodon capistratus geralmente habita águas costeiras, entre 2 e 20 metros de profundidade, São comuns pelas regiões de corais e campinas costeiras de algas do Oceano Atlântico ocidental, de Massachusetts e Bermudas, ao Caribe e norte da América do Sul até o Brasil, entre 37°N - 8°N, 100°O - 58°O.
Os juvenis são mais comumente encontrados em leitos de algas marinhas, em áreas rasas, como uma cama de algas ou um recife à flor da água, e geralmente gene estão associadas a um abrigo em especial, como um coral ou uma rocha, onde, durante o dia, alimentam-se de uma variedade de invertebrados, principalmente Zoanthidea, Polychaeta, Gorgonia e Urochordata os quais destacam do substrato com a ajuda das cerdas que tem na boca. Os adultos vivem principalmente em pares, enquanto os jovens são geralmente solitários. Se um casal adulto acaba separado sempre tentam reunir-se com seus parceiros antigos. Procuram abrigo no final do dia, a fim de descansar e  esconder-se de tubarões e moréias, seus principais predadores, bem como de quaisquer outros.
A literatura é conflitante quanto a sua amistosidade. Uns reportam ser bastante amigável, enquanto outros dizem ser arisco.

## Reprodução

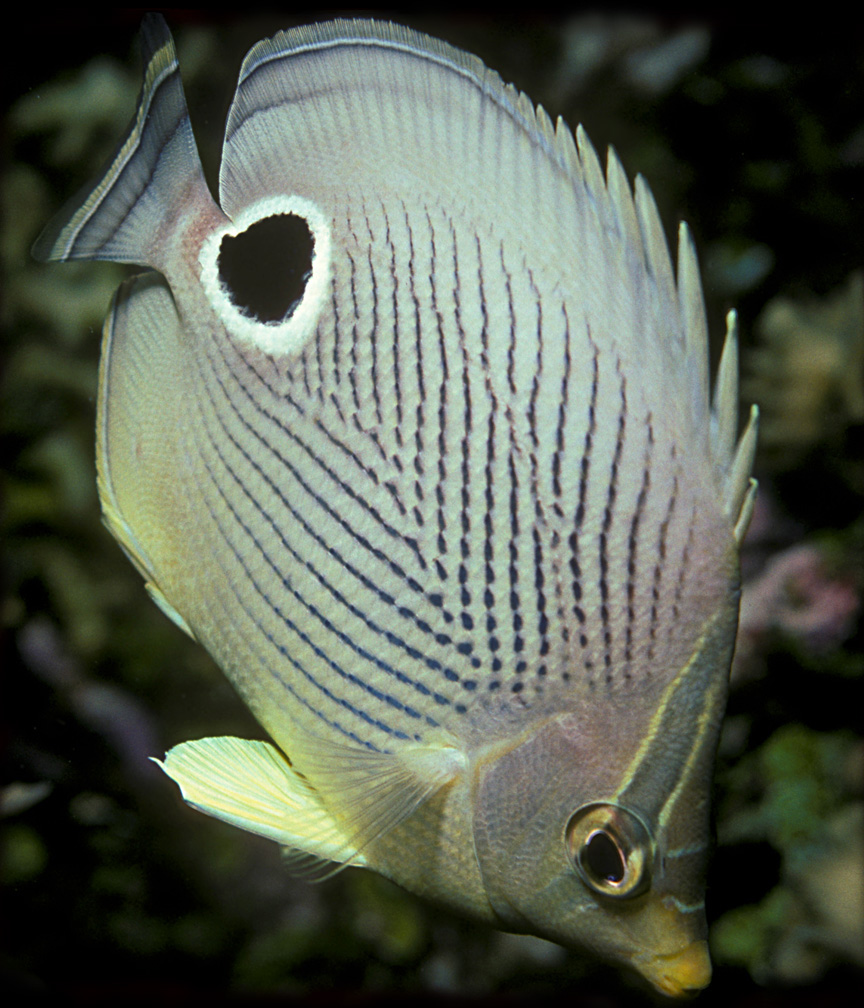
Chaetodon capistratus

Como outras espécies deste gênero, aparentemente procuram um par para a vida toda de modo que são frequentemente vistos em pares. São um dos poucos peixes que têm um mesmo companheiro para sempre. O namoro é prolongado e ativo. Muitas vezes, os peixes ficam circulando cabeça com cauda até que um desiste e fuja, sendo perseguido pelo outro. Não apresentam cuidados parentais e são reprodutores livres, que liberam seus gametas geralmente ao anoitecer. A fêmea cerca de 3 a 4 mil óvulos por noite. Os ovos são pelágicos, e eclodem em um dia. As larvas, chamadas tholichthys, são características apenas da família dos peixes borboleta. Esta fase da vida é muito diferente: a cabeça é protegida por uma armadura óssea e placas ósseas estendem-se para trás da cabeça. Os tholichthys são cinza prateados, quase transparentes, uma útil adaptação das espécies que vivem em suspensão. Depositam-se no fundo durante a noite, depois que atingem 20 milímetros. Às vezes, milhares de tholichthys eclodem na mesma noite. Crescem tão rápido que pela manhã as larvas já se assemelham à fase juvenil no que diz respeito à cor do peixe.

## Taxonomia
Pertencem ao subgênero Chaetodon junto com mais três espécies: Chaetodon marleyi, Chaetodon ocellatus e Chaetodon striatus. Este subgênero e formado por espécies que existem principalmente no Atlântico tropical, normalmente caracterizadas por serem de padrões estriados, com menos de 20 centímetros de comprimento e alimentarem-se principalmente de invertebrados e algas.

## Importância para o homem
Esse peixe é frequente em aquários por ser a espécie mais resistente de Chaetodon, peixes geralmente difíceis de manter em cativeiro devido à dificuldade em fornecer sua alimentação altamente especializada.
Há registros de casos de envenenamento por Ciguatera entre os poucos que se aventuraram a comer peixe tão pouco apetitoso.